# Iosif Bartha
Iosif Bartha (auch József Bartha; * 18. Juli 1902 in Nagyvárad, Österreich-Ungarn; † 26. Oktober 1957) war ein rumänischer Fußballspieler. Er bestritt 74 Spiele in der höchsten rumänischen Fußballliga, der Divizia A, und nahm an den Olympischen Spielen 1924 teil.

## Karriere

### Verein
Iosif Bartha begann seine Karriere in seiner Heimatstadt Oradea bei Stăruința. Dort spielte er in der Meisterschaft der Region Oradea um die Qualifikation zur Endrunde um die rumänische Fußballmeisterschaft. Fünfmal konnte sich Bartha mit seiner Mannschaft gegen den größten Konkurrenten CAO Oradea durchsetzen, schied aber – abgesehen von 1926 – immer schon im ersten Spiel aus. Nach zehn Jahren verließ er Stăruința und ging zum Lokalrivalen Crișana Oradea, kehrte aber schon 1932 wieder zurück.
Im Jahr 1933 hatte Bartha die Gelegenheit, zu CAO Oradea zu wechseln, das im Gegensatz zu Stăruința in der rumänischen Profiliga Divizia A spielte. Mit CAO wurde er im Jahr 1935 Vizemeister. Im Jahr 1938 beendete Bartha seine Karriere.

### Nationalmannschaft
Bartha kam zu elf Einsätze für die rumänische Fußballnationalmannschaft, erzielte dabei jedoch kein Tor. Sein Debüt hatte er am 3. September 1922 gegen Polen. Zwei Jahre später stand er im Kader für die Olympischen Spiele in Paris und kam im Spiel gegen die Niederlande zum Einsatz.

## Erfolge
- Teilnehmer an Olympischen Spielen: 1924
- Rumänischer Vizemeister: 1935